# Gunnar Kullerud
Gunnar Kullerud (Odda, Noruega, 12 de novembre de 1921 - 21 d'octubre de 1989) fou un científic de renom internacional, professor de la Universitat de Purdue (Indiana, EUA) i capdavanter en el camp de la petrologia experimental de sulfurs. Va ser, durant 16 anys (1954-1970), membre del personal superior del Geophysical Laboratory, al Carnegie Institution a Washington DC, i també va ser professor visitant al Departament de Ciències Geològiques de la Universitat de Lehigh des de 1960 fins a 1969 quan es va convertir en president del Departament de Ciències de la Terra de la Universitat de Purdue. Quan va morir, era president del claustre (càrrec equivalent al de rector) de la Universitat de Purdue. El 1964 es va donar el nom de kullerudita a un nou mineral (02.EB.10 en la classificació de Nickel-Strunz) en honor seu.